# Marcia funebre per una marionetta
La Marcia funebre per una marionetta (in francese: Marche funèbre d'une marionnette) è una composizione di Charles Gounod. Fu scritta originariamente per pianoforte (1872) e poi arrangiata per orchestra sinfonica dallo stesso autore (1879).
Reca la dedica à madame Viguier, pianista e moglie di Alfred Viguier (prima viola dell'Orchestre de la Société des Concerts du Conservatoire). È universalmente nota come sigla della serie Alfred Hitchcock presenta.

## Storia
Il brano risale al soggiorno londinese di Gounod, allorché, tra il 1871 e il 1872, il compositore francese intraprese una suite per pianoforte che avrebbe dovuto intitolarsi Suite burlesque ma che abbandonò dopo aver completato quest'unico movimento, edito da Goddard & C.
Il musicologo James Harding ritiene invece che con questo brano Gounod abbia preso di mira un critico che non apprezzava, Henry F. Chorley, deridendone la «voce sottile, aspra, acuta, sopraneggiante» e le movenze da «scimmiotto di stoffa dai capelli rossi». Chorley però morì lo stesso anno impedendogli di formulare una dedica esplicita al suo nome.
Nel 1882 fu pubblicata da Lemoine un'edizione di lusso, completa di un testo melodrammatico di Georges Price e Jean Ker Mary con calcografie di Paul Destez e Japhet.

### Tema di Hitchcock
Alfred Hitchcock aveva assistito nel 1927 alla proiezione di Aurora, un film muto che tuttavia fu tra le prime pellicole a incorporare anche effetti sonori (musicali). L'uso della Marcia funebre per una marionetta nel film di Murnau lo colpì al punto di indurlo a scegliere il brano come sigla per la serie Alfred Hitchcock presenta negli anni 1950-1960. Arrangiata più volte, l'ultima delle quali da Herrmann che la elevò di una terza, la composizione ottenne così fama universale.

## Descrizione
È la parodia di una marcia funebre dell'opera italiana, in tempo di 6/8 e in re minore, suddivisa in parti con diverse indicazioni di programma: un'introduzione (La marionnette est cassée!!! e Murmure de regrets de la troupe), la sezione principale (Le cortège), una sezione centrale in re maggiore (Ici plusieurs des principaux personnages de la troupe s'arrêtent pour se rafraîchir) e un finale di nuovo in re minore (Retour à la maison). L'indicazione di tempo principale è allegretto.